# Parlamento de Zimbabue
El Parlamento de Zimbabue es la legislatura bicameral de Zimbabue, compuesta por el Senado y la Asamblea Nacional. 
El Senado es la Cámara Alta y está compuesto por 80 miembros, 60 de los cuales son elegidos por representación proporcional de los 10 distritos electorales, cada uno con derecho a 6 miembros, que corresponden a las provincias del país. De los 20 asientos restantes, 18 están reservados para jefes tribales y dos para personas con discapacidad. Entre tanto, la Asamblea Nacional es la Cámara Baja y se compone por 270 miembros, de los cuales 210 son elegidos en distritos electorales de un solo representante. Los 60 escaños restantes están reservados para mujeres, las cuales son elegidas por representación proporcional en diez distritos electorales de 6 representantes cada uno, los cuales corresponden, de nuevo, a las provincias del país.
Históricamente, la primera legislatura que tuvo lo que ahora se llama Zimbabue fue el Consejo Legislativo de Rodesia del Sur, establecido en 1898 en lo que entonces era el territorio bajo jurisdicción de la Compañía Británica de Sudáfrica en Rodesia del Sur. El Gobierno de la Compañía en Rodesia terminó en 1923, cuando el territorio se convirtió en una colonia autónoma y el Consejo Legislativo fue reemplazado por la Asamblea Legislativa de Rodesia del Sur. En 1970, 5 años después de la Declaración Unilateral de Independencia de Rodesia, la Asamblea Legislativa (Unicameral) fue reemplazada por el Parlamento de Rodesia (Bicameral), el cual constaba de un Senado y una Cámara de la Asamblea.
Esta estructura parlamentaria siguió vigente tras la Independencia de Zimbabue en 1980. Según la constitución que surgió producto de los Acuerdos de Lancaster House en 1979, el Senado estaba compuesto por 40 miembros y la Cámara de la Asamblea por 100 miembros, de los cuales 10 escaños en el Senado y 20 en la Cámara estaban reservados para los zimbabuenses blancos. Los escaños reservados para los blancos fueron abolidos en 1987 y en 1989 una enmienda constitucional abolió el Senado y amplió la Cámara (que pasó a llamarse Asamblea Nacional) se amplió de 100 a 120 escaños.
En 2005, el Senado fue reintroducido y la Asamblea Nacional, ahora la Asamblea Nacional, volvió a ampliar su tamaño a los 160 miembros. En 2007, se volvió a ampliar a 210 asientos. Finalmente, la estructura parlamentaria actual está vigente desde la aprobación de la Constitución de Zimbabue en 2013.
El Senado está presidido por su Presidente, quien es asistido por un Vicepresidente. Entre tanto, la Asamblea Nacional está presidida por un Presidente (también llamado Portavoz), que, comúnmente, no es miembro del Parlamento, y es nombrado por el Presidente de Zimbabue. El Portavoz es asistido por un Vicepresidente.
El actual parlamento de Zimbabue es su novena legislatura, vigente desde las elecciones generales de Zimbabue de 2018. La Unión Nacional Africana de Zimbabue - Frente Patriótico, el partido gobernante en Zimbabue desde 1980, posee supermayorías en ambas cámaras del Parlamento. El Movimiento por el Cambio Democrático ocupa la mayoría de los escaños restantes y forma la oposición.